# Coahuayutla de José María Izazaga
Coahuayutla de José María Izazaga é um município do estado de Guerrero, no México.